# Andel
Andel é uma comuna francesa na região administrativa da Bretanha, no departamento Côtes-d'Armor. Estende-se por uma área de 12,12 km². Em 2010 a comuna tinha 1 170 habitantes (densidade: 96,5 hab./km²).